# سیهجره
سیهجره (به انگلیسی: Sehjra) یک شهر در پاکستان است که در پنجاب واقع شده‌است.